# Ungkulturåret
Ungkultur 07, även kallat Barnkulturåret, var ett ej förverkligat svenskt temaår. Initiativet togs av den svenska regeringen våren 2006.
"Ungkultur 07 ska långsiktigt stärka kulturen för, av och med barn och ungdomar, främja samverkan och nätverkande för en bättre resursanvändning, förstärka och sprida föredömliga arbetsformer, men också prioritera barns och ungdomars eget skapande och öka ungas inflytande och delaktighet i kulturlivet."
"De uppdrag som lämnats om förberedelse, samordning och medverkan i Ungkultur 07 kommer att återkallas. Regeringen avser att med fortsatt hög ambition vidareutveckla arbetet med barn- och ungdomskultur men utan att det behöver byggas upp en särskild byråkrati kring ett temaår." (Budgetpropositionen för 2007, hösten 2006)